# Пилкингтон, Элис
Элис Пилкингтон (1 сентября 1869 — 24 августа 1936) — ирландская активистка за права женщин и художница.

## Биография
Элис Пилкингтон, урожденная Луиза Элис Бенедикта Граттан Эсмонд, родилась 1-го сентября 1869 года. Она была второй дочерью Джона Эсмонда и Луизы Эсмонд (урожденная Граттан). Ее отец был депутатом и подполковником артиллерийской милиции Уотерфорда, Баллинастраха, Гори, графства Уэксфорд, а ее мать была внучкой Генри Граттана. У нее было четыре брата: Томас, Лоуренс, Уолтер, Джон и сестра Аннет. Элис получила образование в Париже и изучала искусство в Риме.
23-го июня 1896 года она вышла замуж за капитана Генри Лайонела Пилкингтона из 21-го гусарского полка, из Торе, Тиррелспасс, графство Уэстмит. Пилкингтоны жили в Южной Африке, пока ее муж командовал Западной австралийской пехотой во время Второй англо-бурской войны, а она преподавала в лагерях для беженцев. У них было две дочери: Элис Мойра и Аннет. Какое-то время они жили в Ллис-и-Гвинит, Холихед, Уэльс.

## Активизм
Пилкингтон была другом Горацио Планкетта и Джорджа Рассела, выступление которого на ежегодном общем собрании Общества Ирландской сельскохозяйственной организации подтолкнуло Аниту Летт в 1910 году создать Общество ирландок (Society of the United Irishwomen — UI). Пилкингтон была первым волонтером этой организации и одной из ее ключевых фигур в первые годы существования. Она много путешествовала в 1910 году, организовывая новые отделения на юге и западе Ирландии: графство Уэксфорд считалось в это время самым успешным. Пилкингтон прибыла в графство Донегол в декабре 1910, вооружившись картой и термо-флягой, и называла процессы эмиграции «отравой сельской Ирландии». С этого момента женская эмиграция стала одним из важнейших забот UI.
В 1911 году Планкетт, Пилкингтон и Рассел при участии отца Томаса Финлея написали памфлет «Общество ирландок: их работа, расположение и идеалы». Пилкингтон сосредоточилась на роли UI в образовании и призывала сельских домохозяек организовывать домашние предприятия, поддерживать чистоту в доме, обеспечивать здоровое питание для семьи и принимать активное участие в общественной и интеллектуальной деятельности. Памфлет мог быть ответом на многочисленную критику, так как многие протестовали против вовлечения женщин в общественную деятельность. Пилкингтон искренне верила, что женщинам необходимо улучшать Ирландию, начиная со своего дома.

## Художественная деятельность
Пилкингтон была глубоко заинтересована в развитии искусства в Ирландии. В 1910 году она написала статью в New Ireland Review, сожалея о том, что ирландские художники и критики не пытаются выразить свои идеи с помощью ирландских традиций, а копируют европейские школы. Она приводила Джорджа Рассела в качестве примера художника-индивидуалиста, который обращался к традиционным ирландским изобразительным средствам. Пилкингтон не формулировала в подробностях свое видение ирландской национальной идентичности, но была уверена в ее важности. Как художница она писала ирландские пейзажи, которые выставлялись в Дублинском эскизном клубе в 1914 и 1915 годах и в Обществе ирландских акварелистов с 1921 до 1936, секретарем группы которого она была некоторое время.

## Поздние годы
Пилкингтон овдовела в 1914 году. Позже она была активным членом Центральной католической ассоциации библиотек и долгое время была президентом ее женской комиссии. Она умерла 24о августа 1936 года по адресу Веллингтон-роад 38, Болсбридж, Дублин и была похоронена в фамильном склепе Пилкингтонов в Тиррелспассе, графство Уэстмит.